# Заборная выставка
Заборная выставка — организованная в Одессе в 1967 году выставка молодых художников Станислава Сычёва и Валентина Хруща «Сычик+Хрущик» на заборе одесского Оперного театра.

## История
8 мая 1967 года одесские художники Станислав Сычев и Валентин Хрущ, чьи работы в очередной раз не были пропущены на выставкомом, решили самостоятельно показать публике свои картины. Для размещения несанкционированной экспозиции был выбран дощатый забор у сквера Пале-Рояль, установленный в связи с ремонтом Оперного театра.
В истории русского футуризма имелся прецедент: в 1919 году футурист Антон Сорокин провел в Омске три «Заборные выставки». Омск в тот момент был столицей Колчака, и, несмотря на запрет колчаковских властей, Сорокину право на проведение этих выставок дала справка за подписью выпускника Одесского театрально-художественного училища Давида Бурлюка. Справка называлась «Удостоверение в гениальности».

## Цитаты
- «Естественно, путь в официальные выставочные залы авторам, исповедующим «чуждые» формы живописи и скульптуры, был закрыт. Выход из сложившейся ситуации нашли в акциях «квартирных выставок», на которые стекались толпы заинтересованных людей. Центром этого движения были Л. Ястреб, А. Ануфриев, В. Стрельников, В. Хрущ, С. Сычев. Энергия художников была направлена на создание образов, лишенных какой-либо идеологической и политической окраски. Внимание концентрировалось на совершенствовании чистого искусства, в котором содержание и форма — объект эстетического наслаждения и ни в коей мере не политический комментарий. Эта особенность отличала одесситов от движения московских нонконформистов, многие идеи которых им были, безусловно, близки. Всего три часа продолжалась выставка на заборе у Оперного театра «Сычик + Хрущик». Это был 1967 год. Уже нет в живых ни Станислава Сычева, ни Валентина Хруща. Но резонанс их дерзкого поступка, первого публичного вызова официозу — был огромен, вышел далеко за пределы Одессы, несомненно, послужил примером московским выставкам, в частности, «бульдозерной». «Сычик+Хрущик» остались легендой Одессы, эхом далекого уже времени «буйных» шестидесятых. С этой короткой акции можно вести отсчет истории советского неофициального искусства. К счастью, сохранилась фотография Михаила Рыбака, художников поддерживала редакция газеты «Комсомольская искра», на выставке у Оперного театра были редактор И. Беленьков, писатель А. Львов, журналисты А. Иванов, Е. Голубовский. С экспозиции, посвящённой исторической «заборной» выставке, начал свою выставочную деятельность и музей современного искусства Одессы»[2] — Сергей Князев, 2009.

## Память
- В Музее современного искусства Одессы «Заборной выставке» отведен мемориальный зал, в котором реконструирована эта самая выставка, включая и надпись на заборе «Сычик+Хрущик»[2].
- В 2010 году в Одессе в память о событиях 1967 года была проведена «Заборная выставка — 2», в которой участвовали Сергей Ануфриев, Сергей Боголюбов, Вадим Гринберг, Вадим Бондаренко, Леонид Войцехов, Дмитрий Дульфан и др. художники[3]. Экспозиция была размещена на реставрационных лесах Морского музея[4].